# Alejandro Enrique Moreno Riera
Desambiguació: Pel lluitador de lluita lliure veu Alejandro Muñoz Moreno.
Alejandro Enrique Moreno Riera (Barquisimeto, Veneçuela, 8 de juliol de 1979) és un futbolista veneçolà. Juga com a davanter i el seu equip actual és el Philadelphia Union de la MLS dels Estats Units.